# Norskog Skallberget
Norskog Skallberget är ett naturreservat i Hagfors kommun i Värmlands län.
Området är naturskyddat sedan 2010 och är 108 hektar stort. Reservatet är en del av höghöjdområdet Skallberget och består av tall på höjderna och gran med lövträd längre ne.